# 낙성계약
당사자의 합의만으로 계약이 성립하는 경우를 낙성계약이라고 하는데, 대한민국 민법의 경우 현상광고를 제외한 모든 전형계약이 낙성계약이다. 반면에 합의 외에 물건의 인도 및 기타의 급부(給付)를 성립요건으로 하는 계약을 요물계약(실천계약)이라 한다. 현상광고(계약으로 볼 경우)는 응모자가 특정의 행위를 완료하여 광고의 내용에 따라 이를 제공하면서(요물성) 응모하면(계약을 승낙하는 것이 된다), 계약이 성립하게 되므로 이를 요물계약이라고 할 수 있다. 그 외에는 전부 낙성계약이다. 역사적으로는 요물계약이 낙성계약에 선행하는 것이지만 계약자유의 원칙을 취하고 있는 현대법에서는 낙성계약이 원칙이다. 대한민국의 경우, 구민법에서는 소비대차·사용대차·임치를 요물계약으로 하였으나, 현행 민법은 이것을 모두 낙성계약으로 하였다. 구 민법이 이 세 가지를 요물계약으로 한 것은 로마법 이래의 연혁적인 이유에 기인하는 것이었으나 오늘날에는 이것을 그대로 남겨둘 만한 합리적인 이유가 없어졌기 때문이다.